# Адам Джонс
Адам Томас Джонс (англ. Adam Thomas Jones; 15 січня 1965) — американський музикант.
Народився 15 січня 1965 в Парк-Рідж в штаті Іллінойс. З 1990 року — гітарист метал-гурту Tool, а також режисер музичних відео цієї групи. Разом з Алексом Греєм працює над дизайном альбомів гурту.
У 2003 році посів сімдесят п'яте місце у списку 100 найкращих гітаристів всіх часів Rolling Stone.
У 2004 році гітарист був поміщений на 9 місце у списку "100 найкращих метал-гітаристів усіх часів " за версією журналу Guitar World.